# Cynathea mechowi
Cynathea mechowi là một loài nhện trong họ Thomisidae.
Loài này thuộc chi Cynathea. Cynathea mechowi được Ferdinand Karsch miêu tả năm 1881.